# Maciej Konieczny
Maciej Konieczny (ur. 14 października 1980 w Gliwicach) – polski polityk, kulturoznawca i działacz społeczny, współzałożyciel Partii Razem, poseł na Sejm IX i X kadencji (od 2019).

## Życiorys

### Młodość, wykształcenie i działalność zawodowa
W młodości sympatyzował z nacjonalistami. Sam siebie z tego okresu określił jako faszystę i odciął się od tego. Był również uzależniony od alkoholu. Za pomocą terapii wyszedł z nałogu, w wywiadzie z 2016 wskazał, że od kilkunastu lat nie pije. Ukończył szkołę średnią w Gliwicach, a w 2005 studia z kulturoznawstwa na Uniwersytecie Śląskim.
Utrzymywał się m.in. z prac dorywczych, był magazynierem, ochroniarzem i sprzedawcą, na emigracji pracował na lotnisku w Cardiff. Zajmował się też dziennikarstwem i doradztwem dla samorządów, był też zatrudniony w instytucjach kultury.

### Działalność społeczna i polityczna
Działacz ruchów alterglobalistycznych. Pod koniec studiów dołączył do stowarzyszena ATTAC Polska, którego był reprezentantem w ATTAC Europa. Współorganizował bojkot LPP oraz akcję „Stop Podwyżkom Cen Biletów ZTM”. Działał również w stowarzyszeniu Młodzi Socjaliści (gdzie poznał między innymi Adriana Zandberga, Barbarę Nowacką i Marcelinę Zawiszę); przez pewien czas był członkiem rady krajowej tej organizacji. Dołączył do Partii Zieloni; w 2014 kandydował z jej ramienia w wyborach do Parlamentu Europejskiego w okręgu nr 4.
W maju 2015 współtworzył Partię Razem (od czerwca 2019 do października 2024 działającą pod nazwą Lewica Razem). Wszedł w skład jej zarządu krajowego, w którym zasiadał do 2020. W wyborach parlamentarnych w 2015 bez powodzenia kandydował do Sejmu z pierwszego miejsca na liście tego ugrupowania w okręgu gdyńskim (otrzymał 8694 głosy). W 2018 z ramienia Razem startował do Sejmiku Województwa Śląskiego. W wyborach w 2019 bezskutecznie ubiegał się o mandat eurodeputowanego z listy koalicyjnego komitetu Lewica Razem w okręgu nr 11.
W wyborach parlamentarnych w 2019 uzyskał mandat posła IX kadencji z ramienia Sojuszu Lewicy Demokratycznej (w ramach projektu politycznego Lewica), otrzymując 22 262 głosy w okręgu katowickim. Zwrócił uwagę mediów podczas poselskiego ślubowania – polityk uniósł zaciśniętą pięść w geście nawiązującym do socjalistycznego pozdrowienia. W Sejmie został członkiem Komisji do Spraw Energii, Klimatu i Aktywów Państwowych oraz Komisji Spraw Zagranicznych. W wyborach w 2023 jako kandydat z listy Nowej Lewicy (w ramach porozumienia NL z jego formacją) uzyskał poselską reelekcję z wynikiem 17 901 głosów. W grudniu 2023 powołany w skład komisji śledczej ds. afery wizowej. W 2024 bezskutecznie kandydował do Europarlamentu X kadencji. W październiku 2024 wraz z kilkoma innymi posłami swojej partii zrezygnował z członkostwa w KKP Lewicy, a w następnym miesiącu współtworzył koło poselskie Razem.

## Życie prywatne
W 2023 zawarł związek małżeński z działaczką związkową Urszulą Łobodzińską.

## Wyniki wyborcze
| Wybory | Komitet wyborczy                         | Komitet wyborczy             | Organ                              | Okręg        | Wynik          |
| ------ | ---------------------------------------- | ---------------------------- | ---------------------------------- | ------------ | -------------- |
| 2014   |                                          | Partia Zieloni               | Parlament Europejski VIII kadencji | nr 4         | 841 (0,11%)    |
| 2015   |                                          | Partia Razem                 | Sejm VIII kadencji                 | nr 26        | 8694 (1,86%)   |
| 2018   | Sejmik Województwa Śląskiego VI kadencji | Partia Razem                 | nr 4                               | 1884 (0,78%) |                |
| 2019   |                                          | Lewica Razem                 | Parlament Europejski IX kadencji   | nr 11        | 9878 (0,62%)   |
| 2019   |                                          | Sojusz Lewicy Demokratycznej | Sejm IX kadencji                   | nr 31        | 22 262 (4,74%) |
| 2023   |                                          | Nowa Lewica                  | Sejm X kadencji                    | nr 31        | 17 901 (3,40%) |
| 2024   |                                          | Lewica                       | Parlament Europejski X kadencji    | nr 11        | 24 551 (1,84%) |